# 罗杰·卢因
罗杰·卢因（英語：Roger Lewin，1944年—）是一位英国作家和杂志编辑，著有二十余本科普著作，曾任《新科學人》和《科学》杂志的新闻编辑，主要作品有《争执所在：寻找人类起源的争论》（Bones of Contention: Controversies in the Search for Human Origins）、《第六次大灭绝》（The Sixth Extinction: Patterns of Life and the Future of Humankind，与理查德·李奇合著）、《坎茲》（Kanzi: The Ape at the Brink of the Human Mind，与苏·萨维奇-朗伯合著）等。